# Eric Martel (football)
Eric Martel, né le 29 avril 2002 à Straubing en Allemagne, est un footballeur allemand qui évolue au poste de milieu défensif ou de défenseur central au FC Cologne.

## Biographie

### En club
Né à Straubing en Allemagne, Eric Martel est formé par le SSV Jahn Ratisbonne avant de rejoindre en 2017 le RB Leipzig. C'est avec ce club qu'il commence sa carrière professionnelle. Il joue son premier match le 22 décembre 2020, à l'occasion d'une rencontre de coupe d'Allemagne face au FC Augsbourg. Il entre en jeu à la place de Dayot Upamecano et son équipe l'emporte par trois buts à zéro.
Le 15 janvier 2021, Eric Martel est prêté pour un an et demi à l'Austria Vienne,. Il joue son premier match pour l'Austria dès le 23 janvier, contre le SV Ried en championnat. Titulaire ce jour-là au poste de milieu défensif, Martel se fait notamment expulsé dès son premier match après avoir écopé d'un second carton jaune. Cela n'empêche toutefois pas son équipe de l'emporter (0-1 score final),.
Le 24 juin 2022, Eric Martel quitte définitivement le RB Leipzig pour s'engager en faveur du FC Cologne. Il signe un contrat courant jusqu'en juin 2026,.
Martel marque son premier but pour Cologne le 8 avril 2023, lors d'une rencontre de championnat face au FC Augsbourg. Il est titularisé lors de ce match remporté par son équipe par trois buts à un.

### En équipe nationale
Eric Martel compte deux sélections avec l'équipe d'Allemagne des moins de 19 ans, toutes obtenues en 2020.
Eric Martel joue son premier match avec l'équipe d'Allemagne espoirs le 12 novembre 2021, contre la Pologne. Il entre en jeu et son équipe s'incline par quatre buts à zéro.

## Palmarès

### En sélection nationale
- Allemagne espoirs (0) :
  - Finaliste du championnat d'Europe espoirs en 2025.